# Guahibo-Sprachen
Die Guahibo-Sprachen sind eine kleine indigene südamerikanische Sprachfamilie, die aus fünf Einzelsprachen besteht:
- Guahibo (spanische Schreibweise: Guajibo, auch: Sikuani) [guh] (ca. 34.000 Sprecher)
- Cuiba (auch: Cuiba-Wámonae) [cui] (ca. 2.800 Sprecher)
- Guayabero [guo] (ca. 2.000 Sprecher)
- Macaguán (auch: Jitnʉ) [mbn] (ca. 1.000 Sprecher)
- Playero [gob] (ca. 240 Sprecher)

(In eckigen Klammern ist jeweils der Sprachcode nach ISO 639-3 angegeben.)
Diese Sprachen werden hauptsächlich in Kolumbien gesprochen, ihre Verbreitungsgebiete reichen aber teilweise bis nach Venezuela hinüber.